# Vladimir Kouzine
Pour les articles homonymes, voir Kouzine.
Vladimir Kouzine (en russe : Владимир Семёнович Кузин, Vladimir Semionovitch Kouzine), né le 15 juillet 1930 et mort le 5 octobre 2007, était un fondeur soviétique.

## Biographie
Il fut champion olympique du relai 4 × 10 km en 1956 à Cortina d'Ampezzo, en Italie.
Il est enterré au cimetière Mitinskoe à Moscou.

## Palmarès

### Jeux Olympiques
| Épreuve / Édition | Cortina d'Ampezzo 1956 |
| 15 km             | 10e                    |
| 30 km             | 5e                     |
| 4 × 10 km         | Or                     |

### Championnats du monde
| Épreuve / Édition | Falun 1954 |
| 30 km             | Or         |
| 50 km             | Or         |
| 4 × 10 km         | Argent     |